# Токсовский природный парк
То́ксовский приро́дный парк — особо охраняемая природная территория (ООПТ) регионального значения в Ленинградской области.

## География
Находится во Всеволожском районе в 16 км к северо-западу от города Всеволожска, вблизи посёлка Токсово. Суммарно занимает площадь 2753 га. Является одной из двух ООПТ (наряду с Вепсским лесом) в Ленобласти, классифицируемых как природный парк.
Состоит из трёх раздельных кластерных участков: «Озеро Кавголовское», «Река Охта» и «Курголовское озеро». Озёрные участки включают не только собственно акватории водоёмов, но и определённую часть прибрежных лесов и болот.
Оформлен как ООПТ в 2019 году постановлением правительства Ленинградской области; некоторые изменения были внесены в 2021 году.
Территория отличается ландшафтным разнообразием. Преобладают типичные для юга Карельского перешейка крутосклонные камовые холмы (абсолютные высо́ты камов лежат в диапазоне 40—102 м, перепады достигают 40 м), в основном покрытые еловыми лесами. Заметно присутствуют и широколиственные древесные породы. В озёрах растут в том числе охраняемые виды растений — полушники озёрный и щетинистый, лобелия Дортманна.